# Золотиста щипавка
Золотиста щипавка (Sabanejewia) — рід прісноводних риб з родини в'юнових (Cobitidae). Містить 8 видів.

## Види
- Sabanejewia aurata (De Filippi, 1863) — щипавка золотиста
- Sabanejewia balcanica (Karaman, 1922) — щипавка балканська
- Sabanejewia baltica Witkowski, 1994 — щипавка північна
- Sabanejewia bulgarica (Drensky, 1928) — щипавка болгарська
- Sabanejewia caspia (Eichwald, 1838) — щипавка каспійська
- Sabanejewia caucasica (Berg, 1906) — щипавка кавказька
- Sabanejewia kubanica Vasil'eva & Vasil'ev, 1988
- Sabanejewia larvata (De Filippi, 1859) — щипавка італійська
- Sabanejewia romanica (Băcescu, 1943)
- Sabanejewia vallachica (Nalbant, 1957)